# Margaret Irwin
Margaret Irwin, född27 mars 1889, död 1969, var en brittisk författare som skrev flera romaner om den elisabetanska eran. Filmen Hennes kungarike (1953) är baserad på en av hennes böcker.